# Mana (dopływ Oceanu Atlantyckiego)
Mana – rzeka w Gujanie Francuskiej o długości 430 km. Uchodzi do Oceanu Atlantyckiego. Swe źródła ma na Wyżynie Gujańskiej, na północny zachód od miejscowości Saül. W dolnym biegu rzeki leży miasto Mana.
Główne dopływy:
- Portal
- Arouany
- Lézard
- Acarouany